# Збірна Лаосу з футболу
Збірна Лаосу з футболу — представляє Лаос на міжнародних футбольних змаганнях. Контролюється Федерацією футболу Лаосу. Вона ніколи не потрапляла на Чемпіонат світу з футболу або Кубок Азії. Станом на 3 квітня 2025 посідає 190-e місце у рейтингу футбольних збірних світу.

## Чемпіонат світу
- з 1930 по 1998 — не брала участь
- 2002 — не пройшла кваліфікацію
- 2006 — не пройшла кваліфікацію
- [[Чемпіонат світу з футболу 2010|2010] — не брала участь
- з 2014 по 2026 — не пройшла кваліфікацію

## Кубок Азії
- з 1956 по 1968 — не брала участь
- з 1972 по 1980 — знялась зі змагань
- з 1984 по 1996 — не брала участь
- 2000 — не пройшла кваліфікацію
- 2004 — не пройшла кваліфікацію
- з 2007 по 2011 — не брала участь
- з 2015 по 2023 — не пройшла кваліфікацію